# كودي كاندا
كودي كاندا (بالإنجليزية: Cody Canada)‏ هو مغني ومغن مؤلف أمريكي، ولد في 25 مايو 1976 في بامبا في الولايات المتحدة.

## وصلات خارجية
- كودي كاندا على موقع IMDb (الإنجليزية)
- كودي كاندا على موقع ميوزك برينز (الإنجليزية)
- كودي كاندا على موقع ديسكوغز (الإنجليزية)